# Cebu (ciutat)
Cebu (en cebuà Sugbo, en castellà Cebú) és una ciutat filipina a la costa oriental de l'illa de Cebu, a la regió de les Visayas Centrals. És la capital de la província de Cebu. La seva població és de 814.296 habitants i 2.314.897 habitants a l'aglomeració (estimacions del 2007).
Cebu és, després de Manila, el centre comercial i de negocis més important de les Filipines. Té nombrosos parcs empresarials, un districte de negocis, universitats, escoles, hospitals i altres serveis. A més, es troba a prop de l'illa de Mactan, que és un centre turístic important. Cebu està connectada no només amb les Visayas, de les quals és la capital, sinó també amb la resta del país i amb diverses destinacions internacionals gràcies a un aeroport i un port marítim.

## Història
Quan l'explorador portuguès al servei de l'imperi espanyol Fernão de Magalhães va arribar amb la seva flota al que avui és l'arxipèlag de les Visayas, després d'un viatge èpic a través del Pacífic, buscant les illes de les Espècies, els nadius li van assenyalar Sugbo com el centre comercial de l'arxipèlag, que ja era una ciutat pròspera des de fa 3.000 anys. Tenia relacions comercials amb la Xina i altres països de l'Àsia Sud-oriental.
El 16 de març de l'any 1521, els conqueridors van arribar a Cebu. No va ser sorprenent que el rajà Humabon i la seva dona Humamay, que eren els cacics de la ciutat, li donessin la benvinguda somrients, ja que eren els primers occidentals que trepitjaven aquella zona. No obstant això, cal indicar que els forasters no eren estranys als cebuans, ja que des de feia segles arribaven a port, des dels punts més allunyats d'orient, vaixells carregats amb porcellana, seda, espècies, ferro i altres mercaderies.
El primer que va fer Magalhães va ser plantar la creu a la ciutat i batejar els nadius en la fe catòlica, però la inicial benvinguda va convertir-se ràpidament en rebel·lió contra els visitants. El rei de Mactan, l'illa veïna, anomenat Lapu-Lapu, va negar-se a sotmetre's, i en la batalla consegüent va matar Magalhães. Elcano, que va prendre el comandament de la flota espanyola, va continuar el viatge i va fer, per primera vegada, la volta al món.
Després de quaranta anys d'interludi, el març de 1565 Miguel López de Legazpi desembarca a l'illa de Cebu amb 380 homes. El 27 d'abril de 1565 funda la Villa de San Miguel (actual Cebu), capçalera dels dominis espanyols a les Filipines fins al 1571, i base per a la conquesta de l'arxipèlag filipí.
Han transcorregut prop de cinc-cents anys des de l'arribada dels espanyols, i la creu erigida per Magalhães continua alçada al centre de la ciutat, símbol de la cristiandat, el llegat –no l'únic– més fort deixat per ells.
També se segueix venerant el Nen Jesús o Santo Niño de Cebu que li van regalar els primers espanyols a la dona del rajà de Cebu. La figura de l'Infant Sant (d'uns 500 anys d'antiguitat) es pot trobar actualment a la basílica del Santo Niño.

## Geografia
La zona on està assentada la ciutat és bastant muntanyosa, arribant als 900 metres sobre el nivell del mar, i únicament són planes les zones més properes al mar.
Està localitzada al centre de la part oriental de la província de Cebu, a l'illa homònima, situada al centre de l'arxipèlag de les Visayas, al sud de les Filipines. Es troba a 10 graus, 17 minuts latitud Nord i 123 graus i 54 minuts longitud Est.
Limita al nord amb Mandaue, al sud amb Talisay, a l'est amb el canal de Mactan i a l'oest amb el municipi de Balamban i la ciutat de Toledo.
La superfície de Cebu és de 29.124,78 ha i disposa de 80 barangays, dels quals 50 són urbans i la resta rurals.

### Clima
Cebu té clima tropical. La seva temperatura mitjana és de 26,5 °C. El mes més fred és el gener, amb una temperatura mitjana de 20,6 °C. El mes de maig és el més calorós, amb una temperatura mitjana de 34,8 °C.
La humitat mitjana és del 75%.
La mitjana pluviomètrica és de 1.609,7 mm. Febrer i abril són els mesos menys plujosos.
La velocitat mitjana del vent és de 10 km/h.
El vent del nord-est (en cebuà amihan) és dominant de novembre a maig. El monsó del sud-est (hagabat) domina de juny a setembre. L'època dels tifons coincideix amb els mesos d'octubre a desembre.

### Divisió administrativa

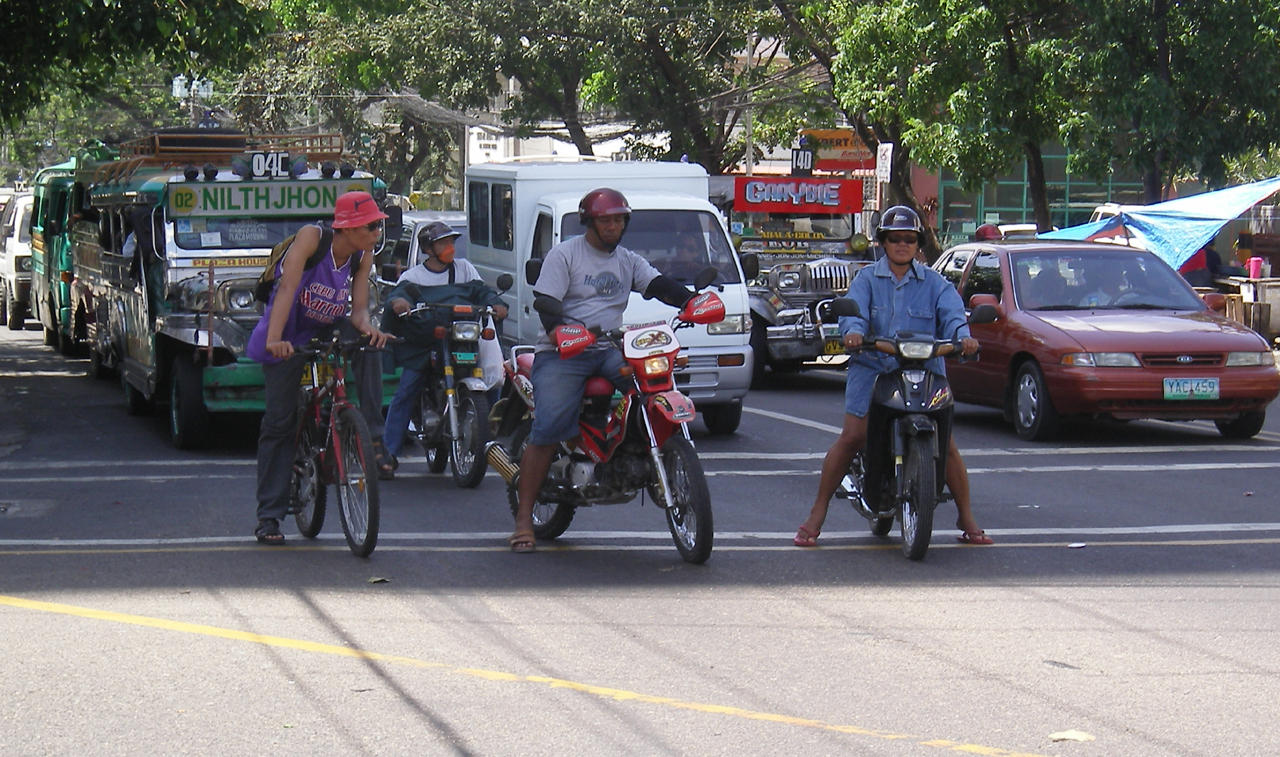
Trànsit a la intersecció de l'avinguda Gorordo i el carrer Escario

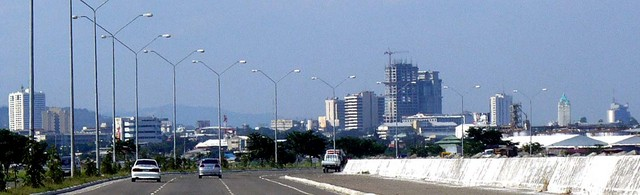
La carretera del sud

Cebu se subdivideix administrativament en 80 barangays, agrupats en dos districtes.
| - Adlawon - Agsungot - Apas - Bacayan - Banilad - Binaliw - Budla-an - Busay - Cambinocot - Capitol Site - Carreta - Cogon Ramos - Day-es - Ermita - Guba - Hipódromo - Kalubihan - Kamagayan - Kamputhaw - Kasambagan - Lahug - Lorega San Miguel - Lusaran | - Luz - Mabini - Mabolo - Malubog - Pahina Central - Pari-an - Paril - Pit-os - Pulangbato - Sambag I - Sambag II - San Antonio - San José - San Roque - Sirao - Santa Cruz - Santo Niño - T. Padilla - Talamban - Taptap - Tejero - Tinago - Zapatera | - Babag - Basak Pardo - Basak San Nicolás - Bonbon - Buhisan - Bulacao Pardo - Buot-Taup - Calamba - Cogon Pardo - Duljo-Fátima - Guadalupe - Inayawan - Kalunasan - Kinasang-an Pardo - Labangon - Mambaling - Pahina San Nicolás - Pamutan - Pardo - Pasil - Punga-ol Sibugay - Punta Princesa - Quiot Pardo - San Nicolás - Sapangdaku | - Sawang Calero - Sinsin - Suba - Sudlon I - Sudlon II - Tabunan - Tagba-o - Tisa - Toong |

## Demografia
Els habitants de Cebu s'anomenen cebuans i són d'orígens diversos. Molta gent d'altres parts de l'arxipèlag va a Cebu per trobar feina.
Idiomes
El cebuà és l'idioma principal de la ciutat. Atesa la importància de Cebu com a focus comercial, cultural i turístic del país, també s'hi parlen altres idiomes filipins, amb el tagàlog com a més notable. La interacció entre els parlants de tagàlog que intenten aprendre el cebuà i els parlants de cebuà que han après el tagàlog a l'escola és un fenomen que es coneix com a bisàlog (de Visayas i tagàlog).
Els sectors més cultes també parlen anglès i de vegades espanyol.

## Educació

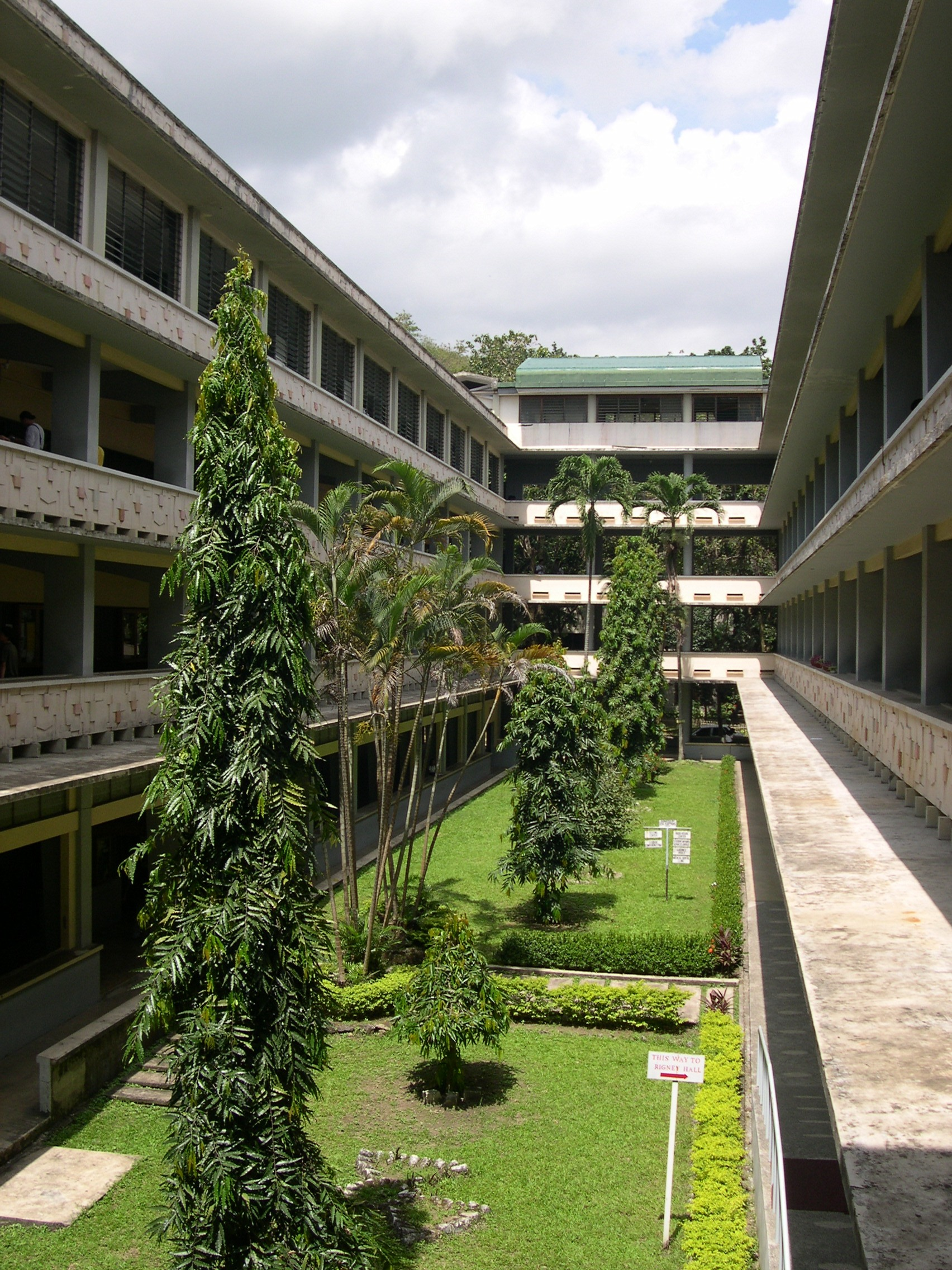
Universitat de San Carlos – Talamban

Cebu és un dels dos centres educatius principals de les Filipines, juntament amb Manila. Actualment hi ha nou grans universitats a la ciutat, amb diversos campus per tota l'àrea metropolitana, i més d'una dotzena d'altres escoles i col·legis que s'especialitzen en diversos camps com la medicina, l'enginyeria, la navegació, la infermeria i la informàtica, entre d'altres.
Molts estudiants estrangers es traslladen a Cebu per estudiar perquè l'educació hi és relativament més barata. La major part són iranians i nepalesos, que hi arriben per estudiar odontologia i medicina. Recentment, hi han arribat molts sud-coreans per estudiar anglès.
Cebu té 68 escoles primàries públiques, 23 escoles secundàries nacionals i 28 escoles secundàries nocturnes. Les escoles nocturnes són gestionades pel govern municipal. La ciutat té un índex d'alfabetització del 97%.

## Economia

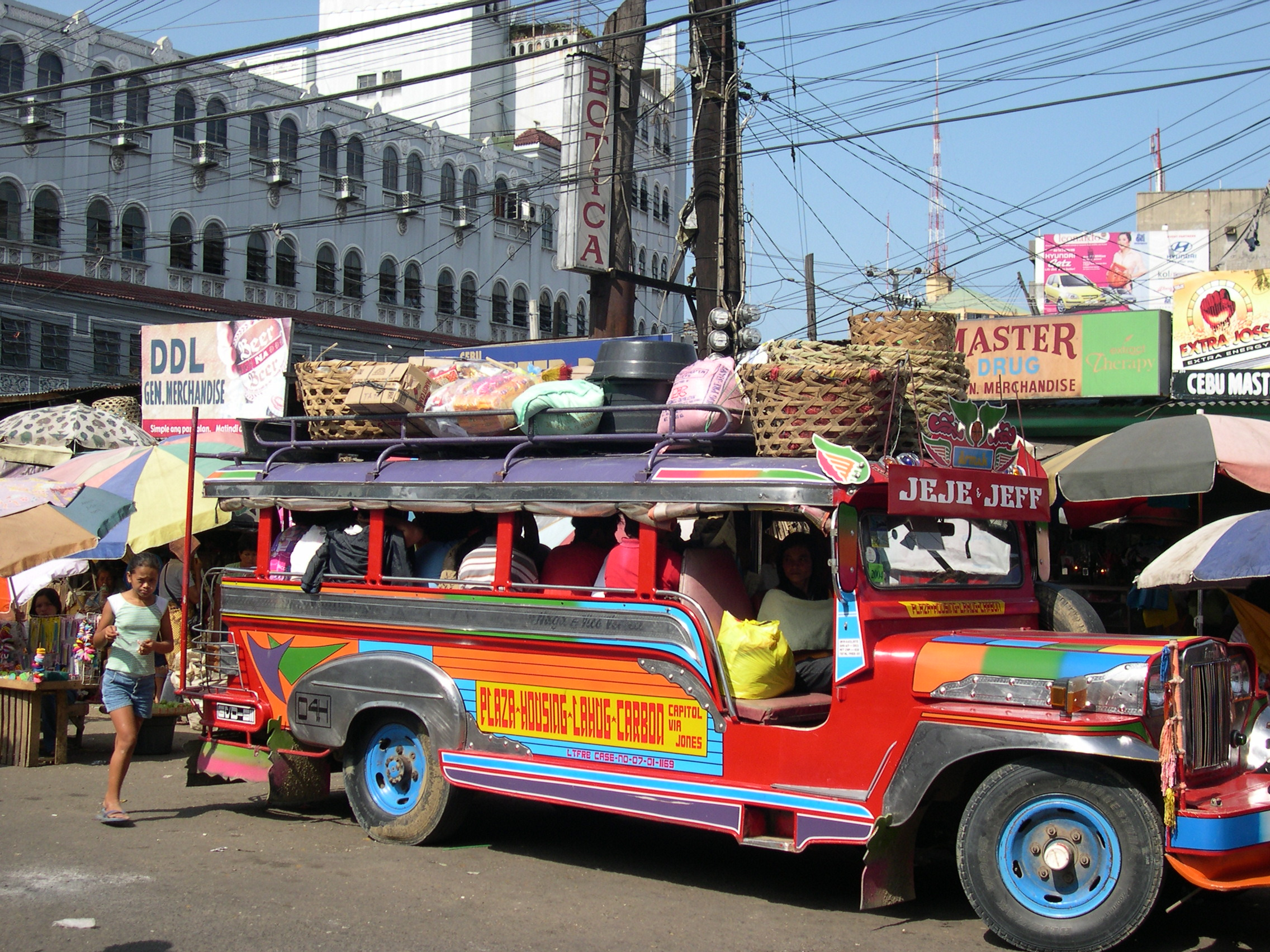
Jeepney al Mercat del Carbó

La ciutat és un gran centre comercial i industrial. La natural tendència comercial dels seus habitants ha contribuït a formar un gran nucli comercial, basat en la seva situació privilegiada a l'arxipèlag.
El port comercial té 3,5 quilòmetres de longitud, i a les seves instal·lacions es concentra una part important del comerç del sud de les Filipines.
El centre financer de la ciutat es troba al barri antic, tot i que la congestió del trànsit va impulsar el govern provincial a expandir el centre de negocis, mitjançant la instal·lació d'un parc de negocis als afores. A prop d'aquest parc s'hi ha afegit recentment un parc tecnològic, als terrenys de l'antic aeroport de Lahug.
L'aeroport internacional és a la ciutat de Lapu-Lapu, a l'illa de Mactan.

## Monuments

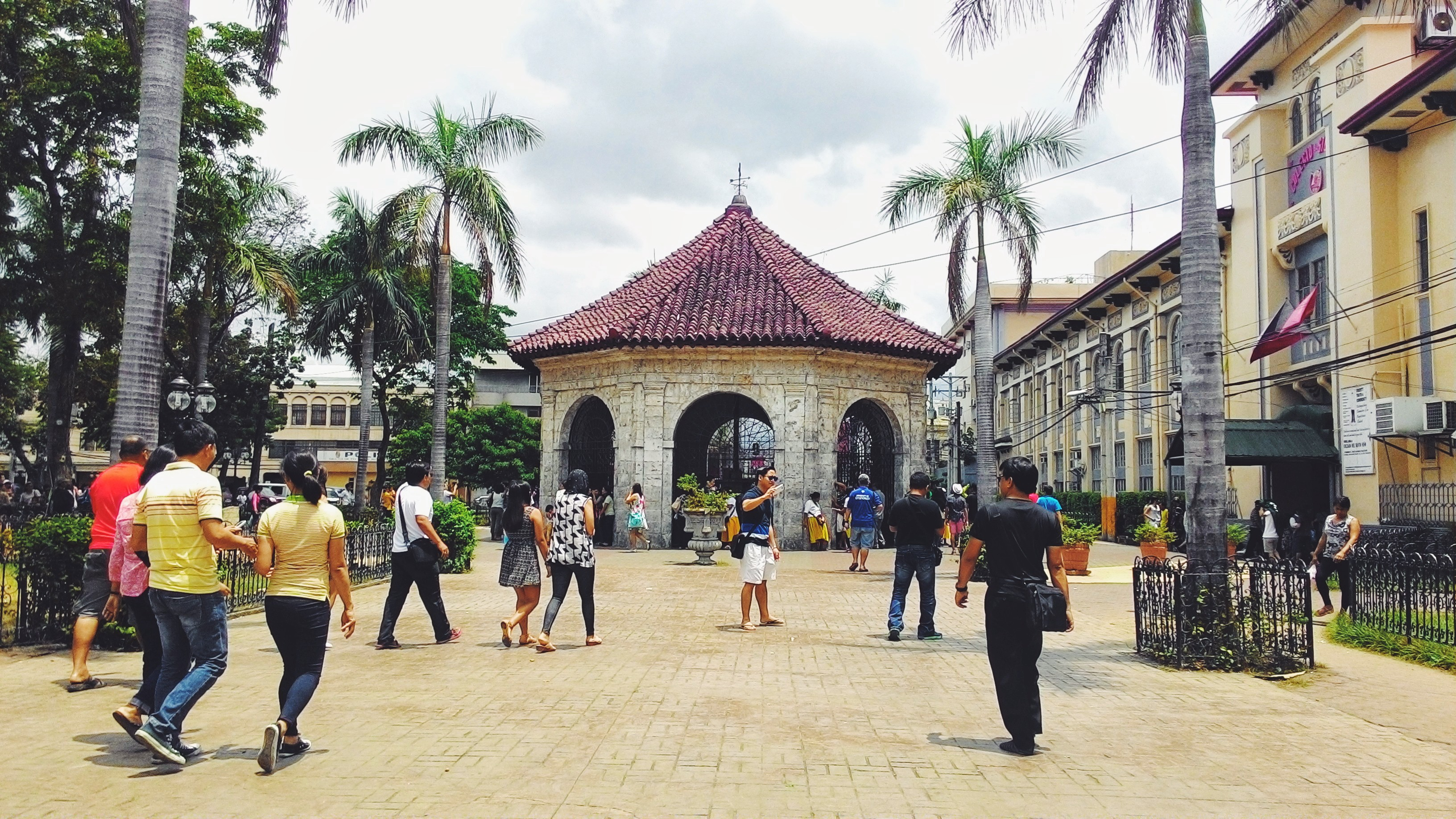
Creu de Magalhães

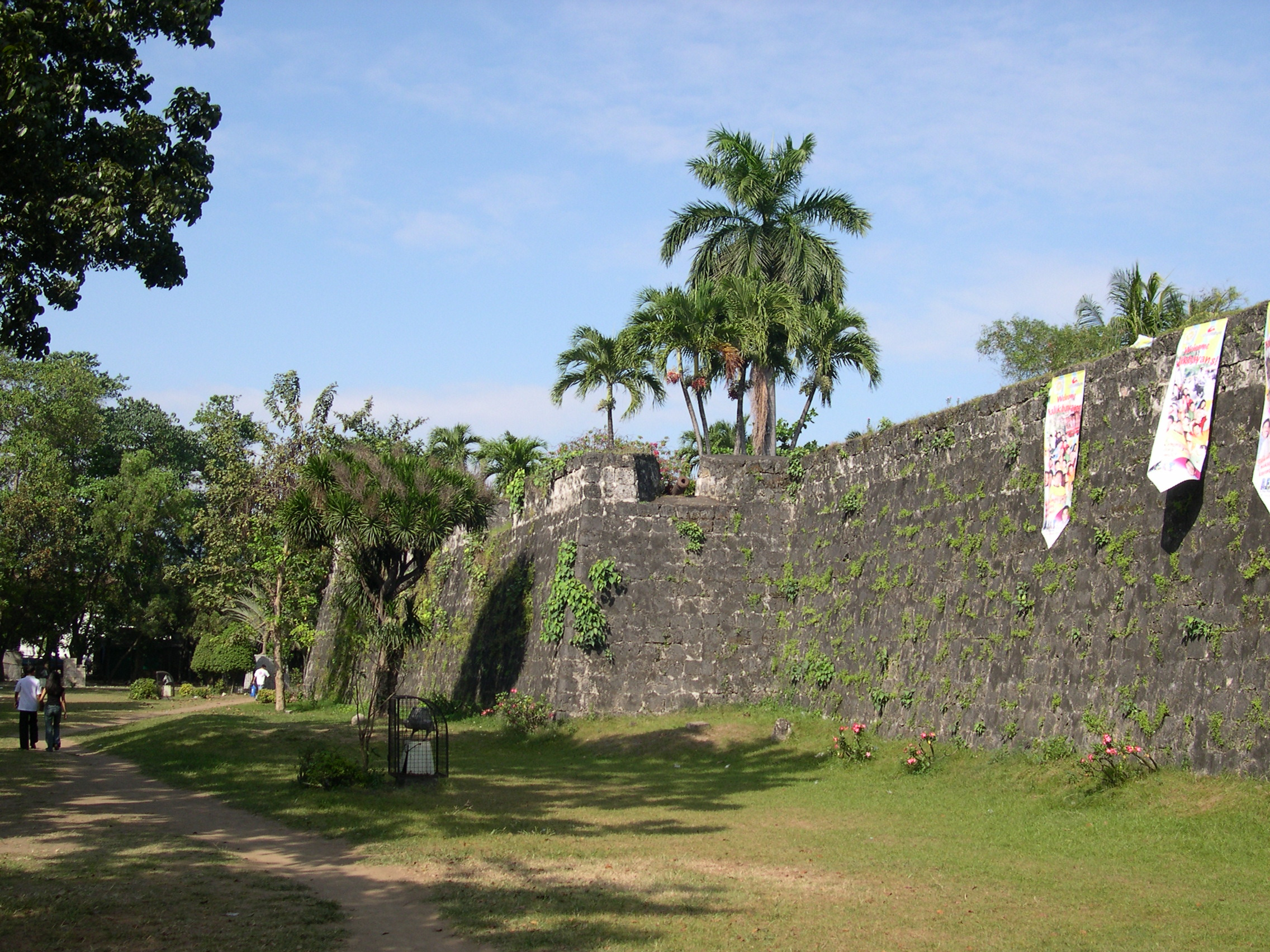
Murs del fort de San Pedro

- El carrer Colón (en cebuà Dalang Colón) és a la ciutat vella. És el carrer més antic de totes les Filipines, construït en temps de Miguel López de Legazpi. És el cor de la ciutat, on es localitzen restaurants, grans magatzems, cinemes, etc. Al final del carrer hi ha l'obelisc amb el monument al Patrimoni Històric de Cebu, a la plaça del Parian. En aquest monument es representen els esdeveniments més importants de Cebu des de la seva incorporació.
- La Fuente Osmeña és una plaça dedicada al seu fill predilecte, el difunt president de les Filipines Sergio Osmeña. És un dels llocs més coneguts. Als seus voltants han proliferat establiments bancaris i comercials.
- Edifici del Capitoli: és la seu del govern provincial. La seva alta cúpula es pot veure al llarg del bulevard Osmeña. Viu reflex de la influència que encara avui en dia tenen els nord-americans a les illes, aquest edifici, construït el 1937, és una rèplica de la Casa Blanca.
- Capilla de la Última Cena. Hi destaquen les figures del Sant Sopar, amb Jesús i els dotze Apòstols, realitzades al segle xviii.
- Creu de Magalhães (Magellan's Cross): aquesta creu commemora la conversió al cristianisme de molts habitants de les illes en arribar-hi Fernão de Magalhães. És al lloc exacte on fra Pedro Valderrama va batejar el rajà de l'illa i quatre-cents dels seus súbdits. Els nadius van atorgar a aquesta creu qualitats miraculoses, i durant segles van anar arrencant-ne trossets com a relíquies. Va caldre construir una estructura que la protegís de la destrucció total.
- Monument a Lapu-Lapu. És a Punta Engaño, al lloc on se suposa que es va produir la mort de Fernão de Magalhães, el dia 27 d'abril de 1521. L'estàtua representa el rei amb un ganivet i una maça, que es creu que van ser les armes utilitzades en l'agressió.
- Fort de San Pedro. Nucli del primer establiment espanyol a les Filipines. López de Legazpi va manar construir-lo el 1565. Va ser plaça forta de defensa i d'aixopluc de la seva població davant els atacs dels moros o musulmans del sud de l'arxipèlag. Va continuar sent caserna durant les èpoques de dominació nord-americana i japonesa. Després de la guerra, va convertir-se en seu del zoològic. Actualment és el Museu Nacional.
- Museu del Santo Niño de Cebu. Patró de la ciutat, aquesta imatge del segle xvi va ser un regal de baptisme a la dona del rajà, el 1521. És a la basílica del Santo Niño.

## Agermanaments
- Guadalajara (Jalisco, Mèxic)